# کنوت ویکسل
یوهان گوستاو کنوت ویکسل (سوئدی: Knut Wicksell; زاده ۲۰ دسامبر ۱۸۵۱ – درگذشته ۳ مهٔ ۱۹۲۶)
یک اقتصاددان برجسته سوئدی مکتب اقتصادی استکهلم بود. اندیشه‌های اقتصادی او تأثیرگذار و منجر به شکل‌گیری هر دو مکتب اقتصادی اقتصاد کینزی و مکتب اتریش گردید. آنا بوگ فمینیست مشهور اهل نروژ همسر او بود.

## اوایل زندگی
ویکسل در ۲۰ دسامبر ۱۸۵۱ در استکهلم متولد شد. پدرش کسب‌وکار پیشه‌ای نسبتاً موفق و کارآمد در زمینهٔ املاک و مستغلات بود. او پدر و مادر خود هر دو را در سن نسبتاً پایینی از دست داد. مادرش زمانی که تنها شش سال داشت، فوت کرد و پدرش زمانی درگذشت که او پانزده سال داشت. دارایی قابل توجه پدرش امکان ثبت نام او را در دانشگاه دانشگاه اوپسالا در سال ۱۸۶۹ برای مطالعه ریاضیات و فیزیک فراهم ساخت.

## کارها
تئوری‌های اقتصادی لئون والراس (مکتب لوزان)، اویگن بوم فون باورک (مکتب اتریش) و دیوید ریکاردو مورد توجه و اشتیاق ویکسل قرار داشتند و او با سنتز این سه دیدگاه نظری اقتصادی، کار خود را دنبال کرد. کار ویکسل در ایجاد یک نظریهٔ اقتصادیِ هم‌نگاشت (ترکیبی) او را به عنوان یک «اقتصاددان اقتصاددانی» معروف کرد.